# The Next Three Days
The Next Three Days (tựa tiếng Việt tạm dịch: Ba ngày để yêu, ba ngày để chết) là bộ phim hình sự Mỹ của đạo diễn Paul Haggis với sự tham gia diễn xuất của diễn viên Russell Crowe và Elizabeth Banks. Phim được phát hành tại Mỹ vào ngày 19 tháng 11 năm 2010 và đã được quay tại Pittsburgh. Đây là một phiên bản làm lại của điện ảnh Pháp năm 2008: Pour Elle (Anything for Her) của Fred Cavayé và Guillaume Lemans.

## Nội dung
Lara Brennan bị buộc tội giết sếp của mình sau một tranh chấp tại công ty của cô và bị kết án tù chung thân. Sau khi thất bại trong việc tìm bằng chứng ngoại phạm cho Lara, John Brennan - chồng của Lara, giáo viên của một trường cao đẳng cộng đồng, trở nên bị áp lực với ý tưởng cứu vợ mình thoát khỏi nhà tù, trong khi đứa con trai Luke Brennan của họ không quan tâm Lara trong chuyến thăm tù của hai bố con.
John, mong muốn cứu vợ ra khỏi nhà tù, đã nhờ Damon Pennington - một tù nhân trước đây đã trốn thoát thành công khỏi nhà tù 7 lần và đã viết một cuốn tự truyện về nó, tư vấn cho kế hoạch của mình. Damon mặc dù miễn cưỡng đã nói rằng "tất cả nhà tù đều có điểm yếu". Damon cũng chia sẻ rằng việc thoát khỏi song sắt nhà tù sẽ dễ dàng hơn so với việc tránh khỏi truy nã sau khi trốn thoát, và đưa ra danh sách các việc cần làm:
- Phải có được hộ chiếu giả, số nhân dạng và số an sinh xã hội mới với khoản tiền lớn để chi tiêu trên đường tẩu thoát và sinh sống sau này.
- Sau khi trốn thoát thành công, phải đến một quốc gia không phổ biến với người Mỹ và không có dẫn độ để ẩn nấp.
- Từ khi các cuộc tấn công 11 tháng 9 xảy ra, an ninh nội địa đã được thắt chặt, sau khi đưa Lara ra khỏi nhà tù, John chỉ có 15 phút ra khỏi thành phố trước khi các cửa ngõ bị phong tỏa, cũng như canh thời gian 35 phút ở tất cả đường thông giữa các tiểu bang, tránh các đường giao thông phụ, nơi đông người, các bến xe, bến tàu và sân bay.
- John cũng phải đặt câu hỏi cho động cơ và bản lĩnh của mình, là có thực sự sẵn sàng để giải cứu Lara? Tự hỏi mình có thể "giết một người bảo vệ, xô ngã một bà già hoặc bỏ lại con mình tại một trạm xăng nào đó", bởi vì để thành công, anh phải làm được những việc như vậy, và nếu không thể, đừng nên nghĩ đến chuyện này.
- Nếu kế hoạch không thành công, đành phải đầu hàng hay tiếp tục mạo hiểm trốn thoát dưới làn đạn của cảnh sát.

Để đảm bảo giải cứu vợ thành công, John đã lập ra một số kế hoạch, anh mua một khẩu súng ngắn và học cách sử dụng nó, và mua được hộ chiếu giả và số an sinh xã hội mới. John cũng có bản đồ của Pittsburgh và nghiên cứu để tìm đường tắt thoát ra khỏi thành phố dưới 15 phút, và những khu vực rộng lớn hơn dưới 35 phút. Để có được tiền, John tấn công vào nhà một tên tội phạm buôn ma túy, cướp tiền của hắn và gây hỏa hoạn tại hiện trường trước khi bỏ chạy. Sau đó anh đã tráo giấy kết quả xét nghiệm máu để đánh lừa nhân viên nhà tù rằng vợ của anh đang trong tình trạng tăng kali máu nguy hiểm đến tính mạng, vì vậy cô sẽ được chuyển đi cấp cứu.
John bắt đầu hành động, trước tiên anh xé bản đồ lên kế hoạch và các hình ảnh dán trên nó thành nhiều túi rác, để một túi vào thùng rác bên ngoài nhà, để phần còn lại vào một số thùng rác tại các căn nhà cách xa nhà của mình. John làm điều này để đánh lạc hướng cảnh sát, không cho họ biết điểm đến cuối cùng của gia đình anh. John đi theo xe cứu thương và giúp vợ thoát khỏi phòng cấp cứu mặc dù cô còn ngập ngừng và miễn cưỡng làm theo sau khi bị thuyết phục bởi suy nghĩ về tương lai con trai của mình khi sống thiếu bố mẹ.
Lúc này cảnh sát phát hiện một số điều bất thường xảy ra tại bệnh viện, họ đến và chạm mặt John và Lara trong thang máy và một cuộc rượt đuổi gây cấn diễn ra trước khi họ mất dấu hai vợ chồng tại một trạm tàu điện ngầm. Sau đó hai vợ chồng đi đón Luke, đang dự sinh nhật tại nhà một cô bạn học. Người giúp việc tại đây cho biết mọi người đang đi chơi trong vườn thú cách đó một khoảng xa. Theo kế hoạch nếu đến vườn thú, thời gian thoát thân của hai vợ chồng sẽ không còn. Tại lối rẽ vào vườn thú, John đã lặng lẽ chạy thẳng, Lara trong một lúc thiếu suy nghĩ đã mở cửa xe để tự sát và suýt bị xe container tông phải trước khi John kéo cô trở lại vào xe. Lúc này thời gian đã hết, họ xuống xe để lấy lại bình tĩnh cho Lara, sau đó họ quay lại vườn thú để đón Luke. Gia đình John đến bến xe và kiếm thêm hai người già đi cùng để vượt qua trạm kiểm soát của cảnh sát. Khi đến sân bay, họ có thời khắc hồi hộp ở cổng kiểm tra hộ chiếu, một sĩ quan Canada sắp hết ca trực xem hộ chiếu và đối chiếu ảnh các nhân vật bị truy nã trên màn hình máy tính với những người đang đứng trước mặt. Ông cho họ đi qua và giao chỗ lại cho một sĩ quan trẻ. Khi gia đình John đi xuống hành lang, ảnh của họ được thêm vào danh sách bị truy nã. Một chuyến bay quốc tế bị hoãn tại sân bay khác, nhưng sau khi kiểm tra, cảnh sát không tìm thấy gia đình John.
Cuối phim, gia đình John kết thúc cuộc trốn chạy và ẩn náu an toàn ở Caracas, Venezuela. Quay trở lại Hoa Kỳ, một cảnh sát đã cùng một đồng nghiệp trở lại hiện trường vụ án mạng mặc dù nó đã xảy ra 3 năm trước. Sử dụng kỹ năng điều tra của mình, ông cảnh sát suy luận để hình dung sự việc thực sự đã xảy ra. Phim tiết lộ rằng hung thủ giết sếp của Lara chỉ là một kẻ cướp vặt như cô khai ở phiên tòa và một loạt các sự trùng hợp dẫn đến sự oan ức của Lara. Ông cảnh sát nhớ Lara từng nói một cái cúc áo bị sứt ra khi va chạm với kẻ cướp vặt, và nói rằng đêm xảy ra án mạng ngoài trời đang mưa. Ông ném một mảnh giấy xuống dòng nước đang chảy và đội mưa đi theo dòng chảy. Như vậy, nếu cúc áo bị sứt ra, nước sẽ cuốn nó theo dòng chảy và dẫn vào cống. Ông cảnh sát tìm kiếm bên dưới nắp cống nhưng không thấy cái cúc áo để chứng minh sự vô tội của Lara. Lúc đó, cảnh quay cho thấy cái cúc áo bị dính trong bùn đất, rơi hẳn xuống cống khi hai cảnh sát quay lưng bỏ đi trong sự thất vọng về manh mối cuối cùng của vụ án mạng.

## Diễn viên
- Russell Crowe vai John Brennan
- Elizabeth Banks vai Lara Brennan
- Brian Dennehy vai George Brennan
- Lennie James vai Trung úy Nabulsi
- Olivia Wilde vai Nicole
- Ty Simpkins vai Luke Brennan
- Helen Carey vai Grace Brennan
- Liam Neeson vai Damon Pennington
- Daniel Stern vai Meyer Fisk
- Kevin Corrigan vai Alex
- Jason Beghe vai Đặc vụ Quinnan
- Aisha Hinds vai Đặc vụ Collero
- Tyrone Giordano vai Mike
- Jonathan Tucker vai David
- Allan Steele vai Sĩ quan Harris
- Robert Diggs vai Mouss
- Moran Atias vai Erit
- Michael Buie vai Mick Brennan

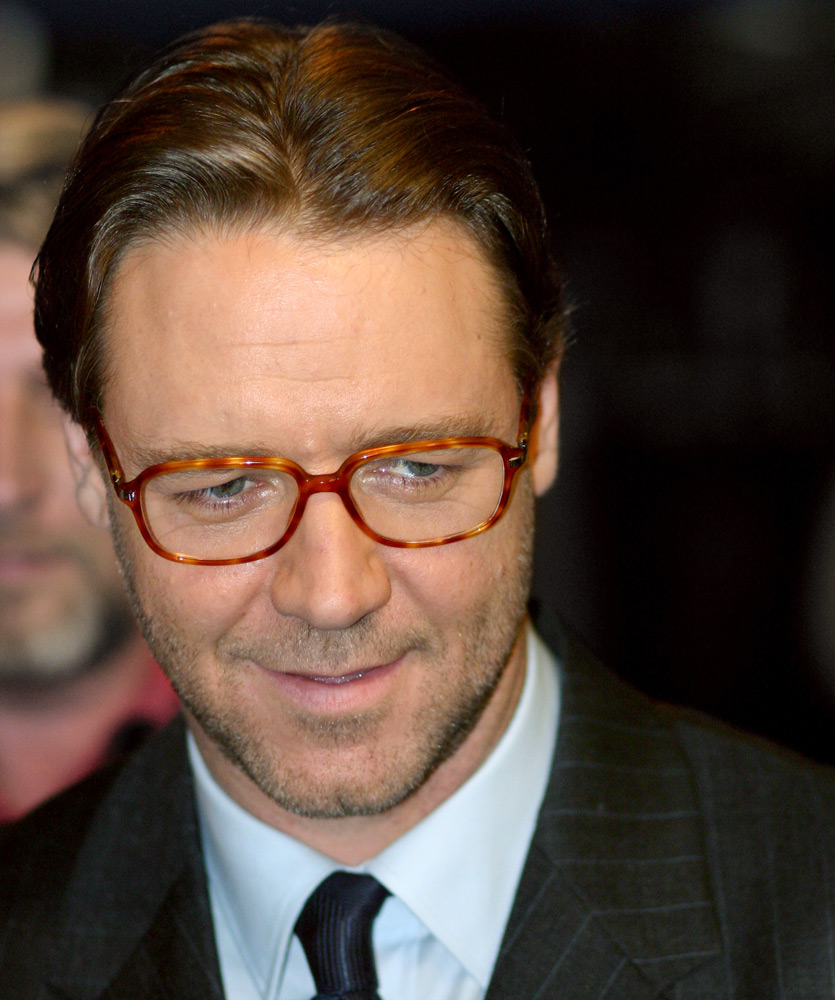
Russell Crowe được đề cử Giải thưởng phim và truyền hình Ailen: Nam diễn viên quốc tế xuất sắc nhất cho vai diễn John Brennan.

- Trudie Styler vai Bác sĩ Byrdie Lifson
- Tyler M. Green và Toby J. Green vai Luke còn nhỏ

## Sản xuất

### Pour Elle
The Next Three Days được làm lại từ bộ phim Pháp năm 2008 Pour Elle (Anything for Her) của Fred Cavayé. Cốt truyện của Pour Elle liên quan đến một giáo viên, Julien (Vincent Lindon), người đã trải qua những khó khăn khi vợ ông (Diane Kruger) trở thành một kẻ tình nghi trong một cuộc điều tra vụ giết người và bị bắt giữ. Julien không tin rằng vợ của mình phạm tội, và cố gắng để cứu vợ ra khỏi nhà tù. Pour Elle là phim đầu tay của đạo diễn Cavayé. Bộ phim là một trong những điểm thu hút chính của Liên hoan phim các quốc gia nói tiếng Pháp năm 2010. Cavayé giải thích cốt truyện và động lực cho việc làm phim, "Chúng tôi muốn tạo ra một câu chuyện thực của con người về một người đàn ông bình thường làm một điều phi thường vì anh ta phải đối mặt với một oan sai của công lý. Bộ phim cũng nói về sự can đảm, hay nói cách khác, bạn thể hiện lòng dũng cảm tùy thuộc vào tình thế".
Cavayé nói với tờ báo The Age liên quan đến bộ phim làm lại của Haggis, ông mong "là một khán giả phim của chính mình" và "Đó là một cảm giác kỳ lạ. Tôi viết câu chuyện này trong căn hộ nhỏ của tôi ở Paris. Khi tôi nhìn thấy tên của mình bên cạnh Russell Crowe trên mạng, nó là tuyệt vời".

### Quay phim
Vào tháng 10 năm 2009, Haggis và ê-kíp của mình trong giai đoạn quay phim các cảnh chính của bộ phim tại Pittsburgh, Pennsylvania. Vào ngày 4 tháng 10 năm 2009, nó được tiếp tục để hoàn thành vào ngày 12 tháng 12 năm 2009. Ngày 14 tháng 12 năm 2009, tờ báo Pittsburgh Post-Gazette đưa tin rằng phim The Next Three Days sẽ làm xong ngày hôm đó, sau 52 ngày kể từ ngày bấm máy.